# 京都翔英高等学校
京都翔英高等学校（きょうとしょうえいこうとうがっこう）は、京都府宇治市莵道大垣内にある、単位制の私立高等学校である。また、NHK学園高等学校協力校でもある。

## 沿革
- 1984年（昭和59年）
  - 1月28日 - 学校法人明珠学園認可、京都少林寺高等専修学校商業実務高等課程設置認可。
  - 4月1日 - 京都少林寺高等専修学校開校。
- 1990年（平成2年）4月1日 - 校名を明珠学園高等専修学校へ改称。
- 1994年（平成6年）
  - 3月31日 - 明珠学園高等専修学校閉校。
  - 4月1日 - 京都翔英高等学校開校。
- 1997年（平成9年）4月8日 - 男女共学校となる。
- 1999年（平成11年）4月1日 - 商業科の募集停止。普通科となる。
- 2002年（平成14年）12月25日 - 全日制課程設置認可。全日制・単位制高等学校となる。
- 2003年（平成15年）4月1日 - 全日制・単位制高等学校開校。
- 2006年（平成18年）4月1日 - 1フリーアカデミークラス（FAクラス）を設置。
- 2013年（平成25年）3月 - 野球部が春のセンバツに初出場を果たす。
- 2016年（平成28年）8月 - 野球部が夏の甲子園に初出場を果たす。
- 2024年（令和6年）4月1日 - 看護科を設置

## 設置学科
- 普通科 単位制
- 看護科

## 特色
- 野球部はセンバツや夏の甲子園にも出場経験がある。初出場当時は太田弘昭が監督を務めた。
- 校章には「卍」が描かれている。

## 出身者
- 角田誠 - サッカー選手
- 福岡慎平 - サッカー選手
- 上田智輝 - サッカー選手
- 石原彪 - プロ野球選手
- 山本祐大 - プロ野球選手
- 小野寺暖 - プロ野球選手
- 岩井俊介 - プロ野球選手
- 井上航希 - サッカー選手
- 山田楓喜 - サッカー選手
- 中野桂太 - サッカー選手
- 小笠原蒼 - プロ野球選手

## 交通アクセス
- JR奈良線 - 宇治駅下車。徒歩25分。
- 京阪宇治線 - 三室戸駅、宇治駅下車。徒歩10分。
- 京都京阪バス - 菟道荒槙下車徒歩5分。